# Paprotki (Neder-Silezië)
Paprotki (Duits: Hartau) is een dorp in de Poolse woiwodschap Neder-Silezië. De plaats maakt deel uit van de gemeente Lubawka. Paprotki ligt aan het meer van Lubawka wat 199 ha. groot is en de vallei van drinkwater voorziet